# Flechtingen
Flechtingen est une commune allemande de l'arrondissement de la Börde, Land de Saxe-Anhalt.

## Géographie
La station climatique de Flechtingen se situe entre des collines.
La commune comprend les quartiers de Behnsdorf, Belsdorf, Böddensell, Flechtingen, Flechtingen Bahnhof, Hasselburg, Hilgesdorf et Lemsell.
|                        | Calvörde    |              |
| Oebisfelde-Weferlingen | Flechtingen | Bülstringen  |
|                        | Altenhausen | Haldensleben |

Flechtingen se trouve sur la ligne d'Oebisfelde à Magdebourg.

## Histoire
Flechtingen est l'un des plus vieux villages de l'Altmark. Il est mentionné pour la première fois en 961.